# Murrtosaari
Murrtosaari is een onbewoond eiland in de Zweedse Kalixälven. Het eiland heeft geen oeververbinding. Het meet ongeveer 3 hectare.